# Carnizza
Carnizza (in sloveno Krnica) è una frazione di 73 abitanti del comune sloveno di Capodistria, nell'Istria settentrionale.
Scendendo da Cernicale, per la strada che porta a Capodistria, si trova  Cattinara d'Istria; sono poche case sorte recentemente e site a 180 m di quota, sotto il doppio tornante della strada che scende da S. Sergio verso la valle del Risano, 200 m dopo il bivio per Ospo. Dopo il bivio per Pinguente, proseguendo per Capodistria e deviando a destra, una strada in salita porta a Carnizza o  Craniza, frazione di Rosariol. Il paese posto su un ripiano sopra la valle non ha una propria chiesa, quella del Rosario è sita, infatti, in cima al versante opposto. Sul fondovalle scorre un rio che sfocia nel Risano. Il paese, in lento restauro, non è di grande interesse: ha solo qualche casa antica semidemolita.